# 雪梨大學校友列表
這是一份不完整的雪梨大學知名校友列表，收錄了包括澳洲總督和總理等政治人物，以及法務人士、商界領袖、宗教領袖、諾貝爾獎得主等其他學者在內的傑出校友。

## 知名校友

### 政治家

#### 澳洲總督
- 約翰·克爾爵士：第18任澳洲總督
- 威廉·帕特里克·迪恩爵士：第22任澳洲總督

#### 澳洲總理
- 埃德蒙·巴頓爵士：第1任澳洲總理
- 厄爾·佩吉爵士：第11任澳洲總理
- 威廉·麥克馬洪爵士：第20任澳洲總理
- 高夫·惠特蘭：第21任澳洲總理
- 約翰·霍華德：第25任澳洲總理
- 東尼·艾伯特：第28任澳洲總理
- 麥肯·滕博爾：第29任澳洲總理
- 安東尼·艾班尼斯：第31任澳洲總理

#### 澳洲副總理
- 萊納爾·鮑恩（英语：Lionel Bowen）：第6任澳洲副總理
- 若翰·安德森（英语：John Anderson (Australian politician)）：第11任澳洲副總理
- 安東尼·艾班尼斯：第15任澳洲副總理

#### 州督暨領地行政首長
- 理查德·巴特勒（英语：Richard Butler (diplomat)）：第25任塔斯馬尼亞總督
- 詹姆斯·羅蘭（英语：James Rowland (RAAF officer)）爵士：第33任新南威爾斯總督
- 羅登·卡特勒（英语：Roden Cutler）爵士：第32任新南威爾斯總督
- 瑪麗·巴舍爾女爵士：第37任新南威爾斯總督
- 詹姆斯·普林索（英语：James Plimsoll）爵士：第22任塔斯馬尼亞總督
- 湯姆·鮑林（英语：Tom Pauling）：第8任北領地行政首長
- 彼得·科爾曼（英语：Peter Coleman）：前諾福克島行政首長

#### 新南威爾斯州州長
- 約瑟夫·卡魯瑟斯（英语：Joseph Carruthers）爵士：第16任新南威爾斯州長
- 喬治·富勒（英语：George Fuller (Australian politician)）爵士：第22任新南威爾斯州長
- 湯瑪斯·巴文（英语：Thomas Bavin）爵士：第24任新南威爾斯州長
- 尼克·格雷納（英语：Nick Greiner）：第37任新南威爾斯州長
- 約翰·法赫（英语：John Fahey (politician)）：第38任新南威爾斯州長
- 莫里斯·葉馬（英语：Morris Iemma）：第40任新南威爾斯州長
- 邁克·貝爾德：第44任新南威爾斯州長
- 格拉迪斯·貝爾吉格利安：第45任新南威爾斯州長
- 多米尼克·普罗特：第46任新南威爾斯州長

#### 雪梨市市長
- 艾米特·麥達莫（英语：Emmet McDermott）爵士：第73任雪梨市市長
- 尼爾森·梅爾斯（英语：Nelson Meers）：第77任雪梨市市長
- 弗蘭克·薩托（英语：Frank Sartor）：第80任雪梨市市長
- 露西·滕博爾：第81任雪梨市市長
- 克洛弗·莫爾：第82任雪梨市市長

#### 國際政要
- H·V·伊瓦特博士：第三屆聯合國大會主席
- 馬丁·英迪克（英语：Martin Indyk）：前美國駐以色列大使
- 戴夫·夏馬（英语：Dave Sharma）：前澳洲駐以色列大使
- 娜塔莉·班奈特：前英國英格蘭和威爾斯綠黨黨魁
- 賀謹：第36任加拿大卑詩省省長
- 阿奇里什·亞達夫（英语：Akhilesh Yadav）：第21任印度北方邦首席部長
- 陳聖輝（英语：Alvin Tan (politician)）：新加坡貿易和工業部政務部長、新加坡文化、社區及青年部政務部長
- 郑章远：前新加坡国家发展部部长

### 軍事家
- 弗蘭克·貝瑞曼（英语：Frank Berryman）爵士：澳洲陸軍中將
- 默文·布羅根（英语：Mervyn Brogan）：澳洲陸軍中將
- 卡爾·傑斯（英语：Carl Jess）爵士：澳洲陸軍中將
- 詹姆斯·戈登·萊格（英语：James Gordon Legge）：澳洲陸軍中將
- 約翰·雷蒙·布羅德本特（英语：John Raymond Broadbent (Major General)）：澳洲陸軍少將
- 伊凡·多爾蒂（英语：Ivan Dougherty）爵士：澳洲陸軍少將
- 威廉·占士（英语：William James (general)）：澳洲陸軍少將
- 維克多·溫德耶（英语：Victor Windeyer）爵士：澳洲陸軍少將
- 保羅·布里爾頓（英语：Paul Brereton）爵士：澳洲陸軍儲備少將
- 弗雷德里克·奧利弗·奇爾頓（英语：Frederick Oliver Chilton）爵士：澳洲陸軍准將
- 陳尉民：新加坡空軍少將、前新加坡空軍總長

### 法務人士

#### 國際法院法官
- 珀西·斯潘德（英语：Percy Spender）爵士：第七任國際法院院長
- 加菲爾德·巴維克（英语：Garfield Barwick）爵士：國際法院專案法官

#### 澳洲首席大法官
- 薩繆爾·格里菲斯（英语：Samuel Griffith）爵士：第一任澳洲首席大法官
- 加菲爾德·巴維克（英语：Garfield Barwick）爵士：第七任澳洲首席大法官
- 梅師賢爵士：第九任澳洲首席大法官、香港終審法院非常任法官
- 紀立信：第11任澳洲首席大法官、香港終審法院非常任法官
- 羅伯特·弗蘭奇（英语：Robert French）：第12任澳洲首席大法官、香港終審法院非常任法官

#### 澳洲高等法院法官
- 埃德蒙·巴頓爵士
- 理查·愛德華·奧康納（英语：Richard Edward O'Connor）
- 阿爾伯特·皮丁頓（英语：Albert Piddington）
- 喬治·里奇（英语：George Rich）爵士
- H·V·伊瓦特博士
- 愛德華·麥提南（英语：Edward McTiernan）爵士
- 達德利·威廉斯（英语：Dudley Williams (judge)）爵士
- 弗蘭克·基托（英语：Frank Kitto）爵士
- 亞倫·泰勒（英语：Alan Taylor (Australian judge)）爵士
- 維克多·溫德耶（英语：Victor Windeyer）爵士
- 西里爾·沃爾什（英语：Cyril Walsh）爵士
- 肯尼斯·雅各布斯（英语：Kenneth Jacobs）爵士
- 萊昂爾·墨菲（英语：Lionel Murphy）
- 威廉·帕特里克·迪恩爵士
- 瑪莉·高登（英语：Mary Gaudron）
- 馬曉義（英语：Michael McHugh）
- 甘慕賢（英语：William Gummow）
- 邁克·柯比（英语：Michael Kirby (judge)）
- 戴森·海頓（英语：Dyson Heydon）
- 蘇珊·克倫南（英语：Susan Crennan）
- 維吉尼亞·貝爾（英语：Virginia Bell (judge)）

#### 澳洲聯邦法院首席法官
- 奈傑·鮑恩（英语：Nigel Bowen）爵士
- 馬可仕·艾因菲爾德（英语：Marcus Einfeld）
- 亞瑟·艾米特（英语：Arthur Emmett (judge)）
- 彼得·雅各布遜（英语：Peter Jacobson (judge)）
- 林賽·福斯特（英语：Lindsay Foster）
- 簡恩·傑格（英语：Jayne Jagot）
- 奈·佩拉姆（英语：Nye Perram）
- 大衛·耶茨（英语：David Yates (judge)）
- 凱瑟琳·法瑞爾（英语：Kathleen Farrell (judge)）
- 詹姆斯·阿爾索普（英语：James Allsop）
- 傑奎琳·格里森（英语：Jacqueline Gleeson）

#### 新南威爾斯州首席法官
- 威廉·波特·庫倫（英语：William Portus Cullen）爵士
- 菲利普·惠斯勒·史崔特（英语：Philip Whistler Street）爵士
- 弗雷德里克·喬丹（英语：Frederick Jordan）爵士
- 肯尼斯·史崔特（英语：Kenneth Street (jurist)）爵士
- H·V·伊瓦特博士
- 萊斯利·赫倫（英语：Leslie Herron）爵士
- 約翰·克爾爵士
- 勞倫斯·史崔特（英语：Laurence Street）爵士
- 紀立信
- 施覺民（英语：James Spigelman）
- 湯姆·巴瑟斯特（英语：Tom Bathurst）

### 商界領袖
- 詹姆斯·沃芬森爵士：第九任世界銀行行長
- 格倫·史蒂文斯（英语：Glenn Stevens）：第七任澳洲儲備銀行行長
- 羅賓·丹賀姆（英语：Robyn Denholm）：特斯拉董事長
- 秋元征紘（日语：秋元征紘）：前日本Nike董事長、前LVMH（Guerlain）董事長
- 邁克·帕特薩洛斯·福克斯（英语：Michael Patsalos-Fox）：前麥肯錫董事長
- 戴維·克拉克：前麥格理銀行董事長
- 大衛·希金斯（英语：David Higgins (businessman)）爵士：聯合公用事業集團董事長
- 吉姆·米爾納（英语：Jim Millner）：前NRMA（英语：NRMA）董事長、前Brickworks（英语：Brickworks）董事長
- 弗雷德·希默（英语：Fred Hilmer）：前西田集團副董事長
- 馬特·康明（英语：Matt Comyn）：澳洲聯邦銀行執行長
- 卡梅倫·克萊因（英语：Cameron Clyne）：前澳洲國民銀行執行長
- 艾倫·莫斯（英语：Allan Moss）：前麥格理銀行執行長
- 馬克·史考特（英语：Mark Scott (businessman)）：前澳洲廣播公司執行長
- 約翰·繆卡希（英语：John Mulcahy (businessman)）：前新確集團（英语：Suncorp Group）執行長
- 約翰·格里（英语：John Grill）：前沃利帕森（英语：Worley (company)）創辦人暨執行長
- 馬特·斯威尼（英语：Matt Sweeny）：Flirtey（英语：Flirtey）創辦人暨執行長
- 馬特·巴里（英语：Matt Barrie (businessman)）：Freelancer（英语：Freelancer.com）創辦人暨執行長
- 安格斯·哈里斯（英语：Angus Harris）：哈里斯農貿市場（英语：Harris Farm Markets）創辦人暨共同執行長

### 宗教領袖
- 馬庫斯·洛恩（英语：Marcus Loane）爵士：第八任聖公會雪梨教區總主教
- 唐納德·羅賓森（英语：Donald Robinson (bishop)）：第九任聖公會雪梨教區總主教
- 彼得·詹森（英语：Peter Jensen (bishop)）：第11任聖公會雪梨教區總主教
- 葛倫·戴維斯（英语：Glenn Davies）：第12任聖公會雪梨教區總主教
- 彼得·華生：第九任聖公會墨爾本教區總主教
- 傑佛瑞·克蘭斯威克（英语：Geoffrey Cranswick）：第八任塔斯馬尼亞教區主教
- 亨利·紐頓（英语：Henry Newton (bishop)）：第三任巴布亞紐幾內亞教區主教
- 約翰·薩特斯韋特（英语：John Satterthwaite）：第13任直布羅陀教區主教、第七任富勒姆教區主教
- 安東尼·費舍爾（英语：Anthony Fisher）：第九任雪梨教區主教
- 埃里克·高英（英语：Eric Gowing）：第六任奧克蘭教區主教
- 羅伯特·福賽斯（英语：Robert Forsyth）：第三任南雪梨（英语：Southern Sydney）教區主教
- 威廉·萊特（英语：William Wright (Australian bishop)）：第八任天主教梅特蘭-紐卡斯爾教區教區主教
- 伊恩·謝維爾（英语：Ian Shevill）：第九任纽卡斯爾教區主教
- 亞瑟·格林（英语：Arthur Green）：第三任巴拉瑞特教區主教
- 福特斯庫·艾許（英语：Fortescue Ash）：第四任洛坎普頓教區主教
- 克萊夫·克勒（英语：Clive Kerle）：第四任阿米代爾教區主教
- 威廉·希利亞德（英语：William Hilliard (bishop)）：第四任尼爾遜教區主教
- 愛德溫·戴維森（英语：Edwin Davidson）：第四任吉普斯蘭（英语：Gippsland）教區主教
- 大衛·加恩西（英语：David Garnsey）：第五任吉普斯蘭（英语：Gippsland）教區主教
- 內維爾·奇諾維斯（英语：Neville Chynoweth）：第七任吉普斯蘭（英语：Gippsland）教區主教

### 學術界

#### 諾貝爾獎和克拉福德獎
- 約翰·康福思爵士：諾貝爾化學獎得主
- 羅伯特·魯賓遜爵士：諾貝爾化學獎得主
- 伯納德·卡茨爵士：諾貝爾生理醫學獎得主
- 約翰·卡魯·埃克爾斯爵士：諾貝爾生理醫學獎得主
- 夏仙義·亞諾什·卡羅伊：諾貝爾經濟學獎得主
- 埃德溫·薩爾皮特：克拉福德獎得主
- 羅伯特·梅（英语：Robert May, Baron May of Oxford）爵士：克拉福德獎得主

#### 物理學家
- 埃德溫·薩爾皮特：奧地利–澳大利亞–美國天體物理學家、克拉福德獎得主
- 伯納德·米爾斯（英语：Bernard Mills）：英國皇家學會院士
- 理查·麥金森（英语：Richard Makinson）：澳洲物理學家，對固態物理學作出貢獻
- 布萊恩·奧布萊恩（英语：Brian O'Brien (space scientist)）：澳洲光學物理學家、曾參與阿波羅計畫（阿波羅11號）
- 理查·道登（英语：Richard Dowden (scientist)）：澳洲地球和天體物理學家
- 赫伯特·哈伯特（英语：Herbert Huppert）：澳洲地球物理學家

#### 化學家
- 羅伯特·魯賓遜爵士：澳洲有機化學家、第48任英國皇家學會會長、諾貝爾化學獎得主
- 約翰·康福思爵士：英國皇家學會院士、諾貝爾化學獎得主
- 諾爾·胡許（英语：Noel Hush）：英國皇家學會院士，提出內層電子轉移理論
- 安東尼·S·魏斯（英语：Anthony S. Weiss）：英國皇家化學學會院士，對彈性蛋白作出貢獻
- 妮基·帕克（英语：Nicki Packer）：英國皇家化學學會院士，對糖轉基因作出貢獻
- 亞瑟·伯奇（英语：Arthur Birch (organic chemist)）：澳洲有機化學家，提出伯奇還原反應
- 菲力普·A·蓋爾（英语：Philip A. Gale）：英國化學家、超分子化學獎（英语：Supramolecular Chemistry Award）得主、皇家學會沃爾夫森研究優異獎（英语：Royal Society Wolfson Research Merit Award）得主

#### 數學和經濟學家
- 夏仙義·亞諾什·卡羅伊：諾貝爾經濟學獎得主，對賽局理論作出貢獻
- 特雷弗·史旺（英语：Trevor Swan）：澳洲經濟學家，提出新古典經濟增長模型
- 凱爾文·蘭卡斯特（英语：Kelvin Lancaster）：澳洲數理經濟學家，提出次優理論
- 派崔克·阿爾弗雷德·皮爾斯·莫蘭（英语：P. A. P. Moran）：澳洲統計學家，對機率論作出貢獻
- 尤金·塞內塔（英语：Eugene Seneta）：澳洲數學家，對機率論作出貢獻

#### 工程師
- 羅伯特·梅（英语：Robert May, Baron May of Oxford）爵士：第59任英國皇家學會會長、克拉福德獎得主，提出單峰映射
- 約翰·奧沙利文：澳洲電機工程師、澳大利亚总理科学奖得主、Wi-Fi發明者之一
- 大衛·詹姆斯·史凱倫（英语：David James Skellern）：澳洲電子工程師，對IEEE 802.11a無線網絡標準第一個芯片組作出貢獻
- 戴維·沃倫：飛行紀錄儀與駕駛艙語音記錄儀（黑盒子）發明者
- 格雷姆·克拉克（英语：Graeme Clark (doctor)）：多通道人工耳蝸發明者
- 內維爾·提艾利（英语：Neville Thiele）：Thiele/Small參數共同發明者
- 理查·H·史莫（英语：Richard H. Small）：Thiele/Small參數共同發明者
- 約翰·布拉德菲爾德（英语：John Bradfield (engineer)）：雪梨港灣大橋首席工程師和故事橋首席設計師
- 隆納·歐內斯特·艾奇森（英语：Ronald Ernest Aitchison）：澳洲物理學家和電子工程師，對固態電子器件和衛星影像作出貢獻
- 隆納·N·布雷斯韋爾（英语：Ronald N. Bracewell）：澳洲物理、數學和無線電天文學家，曾參與搜尋地外文明計劃
- 茱莉·凱爾尼（英语：Julie Cairney）：英國皇家工程科學院院士

#### 電腦科學家
- 安德魯·垂鳩：Samba檔案伺服器和rsync演算法開發者
- 肯·湯普遜：美國電腦科學學者、UNIX作業系統共同開發者
- 肯·羅賓遜（英语：Ken Robinson (computer scientist)）：澳洲形式化方法之父
- 羅德·約翰遜（英语：Rod Johnson (programmer)）：Spring Framework開發者
- 沃恩·普拉特：澳洲電腦科學家，提出KMP演算法並對搜尋演算法、排序演算法和質數測試作出貢獻
- 羅斯·昆蘭（英语：Ross Quinlan）：人工智慧促進協會會士，對決策樹作出貢獻
- 邁克·喬治夫（英语：Michael Georgeff）：人工智慧促進協會會士，對eHealth（英语：eHealth）和智慧型代理作出貢獻

#### 醫學家
- 伯納德·卡茨爵士：德裔英籍神經科學家、英國皇家學會院士、諾貝爾生理醫學獎得主
- 約翰·卡魯·埃克爾斯爵士：澳洲神經生理學家、英國皇家學會院士、諾貝爾生理醫學獎得主
- 史蒂芬·庫夫勒：現代神經科學之父
- 張任謙：澳洲華裔心臟外科醫師，對現代心臟移植醫學技術作出貢獻
- 傑拉德·M·勞里（英语：Gerald M. Lawrie）：美國心臟外科醫師，對心臟瓣膜疾病外科治療作出貢獻
- 雅克·米勒：澳洲免疫學家，發現胸腺的機能
- 諾曼·格雷格（英语：Norman Gregg）爵士：澳洲眼科醫師，發現先天性風疹症候群
- 唐納德·梅特卡夫（英语：Donald Metcalf）：澳洲醫學研究員、英國皇家學會院士，發現集落刺激因子
- 瑞蒙·達特（英语：Raymond Dart）：澳洲解剖和人類學家、非洲南方古猿發現者
- 帕特里克·麥高里（英语：Patrick McGorry）：澳洲精神科醫師，開發早期療育
- 瓦萊麗·貝拉爾（英语：Valerie Beral）女爵士：澳洲流行病學家，對乳癌研究作出貢獻
- 羅伯特·克蘭西（英语：Robert Clancy (doctor)）：澳洲免疫學家，對黏膜免疫學作出貢獻
- 古斯塔夫·諾薩爾（英语：Gustav Nossal）爵士：澳洲生物學家、英國皇家學會院士，對免疫耐受作出貢獻
- 亨利·哈里斯（英语：Henry Harris (scientist)）爵士：英國皇家學會院士，對癌症和人類遺傳學作出貢獻
- 安娜·唐納德（英语：Anna Donald）：澳洲流行病學家，對循證醫學作出貢獻
- 約翰·德懷爾（英语：John Dwyer (medicine)）：澳洲流行病學家，對循證醫學作出貢獻
- 克魯斯維爾·伊士曼（英语：Creswell Eastman）：澳洲內分泌科醫師，對內分泌學作出貢獻

#### 獸醫和農業學家
- 伊恩·克魯尼斯·羅斯（英语：Ian Clunies Ross）爵士：澳洲獸醫學家、前澳洲聯邦科學與工業研究組織主席
- 桑賈雅·拉賈拉姆（英语：Sanjaya Rajaram）博士：世界糧食獎得主，曾開發480種小麥品種
- 休伊·戈登（英语：Hugh Gordon (parasitologist)）：澳洲獸醫和寄生蟲學家
- 戈登·麥克利蒙特（英语：Gordon McClymont）：澳洲農業學家

#### 建築學家
- 約翰·安德魯斯（英语：John Andrews (architect)）：加拿大國家電視塔總建築師、澳洲建築師學會金牌（英语：Australian Institute of Architects Gold Medal）得主
- 菲利普·考克斯（英语：Philip Cox）博士：澳大利亞國家海事博物館、雪梨足球場和羅德·拉沃競技場首席建築師

#### 天文學家
- 埃德溫·薩爾皮特：澳洲天體物理學家、克拉福德獎得主，提出貝特–薩爾皮特方程、活躍星系核吸積盤和初始質量函數作出貢獻
- 菲利普·查普曼：澳裔美籍太空人、美國國家航空暨太空總署太空人，曾參與阿波羅計畫（阿波羅14號）
- 隆納·N·布雷斯韋爾（英语：Ronald N. Bracewell）：澳洲物理、數學和無線電天文學家，曾參與搜尋地外文明計劃
- 格雷戈裏·查米托夫（英语：Gregory Chamitoff）：美國國家航空暨太空總署太空人
- 保羅·斯庫里·巴瓦：遙測技術專家，曾參與STS-41-G太空梭任務，為第一位登上太空的澳洲人
- 伯納德·米爾斯（英语：Bernard Mills）：澳洲無線電天文學家、英國皇家學會院士、米爾斯電波望遠鏡發明者
- 露比·佩恩-史考特（英语：Ruby Payne-Scott）：澳洲天文學家、第一位女性無線電天文學家

#### 地理、考古和海洋學家
- 道格拉斯·莫森爵士：澳洲地質學家和南極探險家、第一支到達地磁南極的探險隊隊員
- 埃奇沃斯·戴維（英语：Edgeworth David）爵士：澳洲地質學家和南極探險家、第一支到達地磁南極的探險隊隊員
- 戈登·柴爾德：澳洲考古學家，提出馬克思主義考古學理論（英语：Marxist archaeology）
- 保羅·斯庫里·巴瓦：澳洲海洋學家、遙測技術專家
- 彼得·科克羅夫特（英语：Peter Cockcroft）爵士：澳洲地質學家、英國皇家地理學會院士

### 藝文界

#### 音樂家
- 瓊·蘇莎蘭女爵士：澳洲歌劇女高音歌唱家、葛萊美獎得主
- 理查德·波寧：澳洲指揮家、鋼琴家和美聲聲樂學者、伯納德·海因茲爵士紀念獎（英语：Sir Bernard Heinze Memorial Award）得主
- 林昭亮：台裔美籍小提琴家
- 西蒙娜·揚：澳洲指揮家、伯納德·海因茲爵士紀念獎（英语：Sir Bernard Heinze Memorial Award）得主
- 馬爾科姆·威廉森：澳洲作曲家
- 傑佛瑞·蘭卡斯特（英语：Geoffrey Lancaster）：澳洲古典鋼琴家和指揮家

#### 文學家
- 李克曼：比利時作家和文學評論家、勒諾多文學獎得主
- 吉曼·基爾：澳洲作家
- 艾蜜莉·羅達：澳洲小說家
- 萊斯利·穆雷：澳洲詩人和文學評論家
- 潔羅丁·布魯克斯（英语：Geraldine Brooks (writer)）：澳洲小說家、普立茲小說獎得主
- 凱特·格倫維爾（英语：Kate Grenville）：澳洲作家、布克獎入圍者、百利女性小說獎得主
- 克萊夫·巴里（英语：Clive Barry）：澳洲小說家、英國衛報小說獎得主
- 傑佛瑞·萊曼（英语：Geoffrey Lehmann）：澳洲詩人、總理文學獎（英语：Prime Minister's Literary Awards）得主
- 烏蘇拉·杜波薩斯基（英语：Ursula Dubosarsky）：澳洲小說家、五次新南威爾士州長文學獎（英语：New South Wales Premier's Literary Awards）得主
- 金伯利·史塔爾（英语：Kimberley Starr）：澳洲小說家、昆士蘭州長文學獎（英语：Queensland Premier's Literary Awards）得主
- A·D·霍普（英语：A. D. Hope）：澳洲詩人和散文家

#### 編劇、導演和演員
- 布魯斯·貝爾斯福德（英语：Bruce Beresford）：澳洲電影導演、奧斯卡最佳影片獎得主
- 彼得·威爾：澳洲電影導演、奧斯卡榮譽獎得主、兩次英國電影學院獎最佳導演、四次奧斯卡最佳導演入圍者、和四次金球獎最佳導演入圍者
- 珍·康萍女爵士：紐西蘭電影導演、製片與劇作家、奧斯卡最佳導演得主、奧斯卡最佳原創劇本獎得主、英國電影學院獎最佳導演得主、金球獎最佳導演得主、金棕櫚獎得主和凱撒電影獎得主
- 蘿絲·伯恩：澳洲女演員、威尼斯影展最佳女演員獎得主
- 約翰·弗勞斯（英语：John Flaus）：澳洲廣播員、演員和配音員
- 杜夫·朗格林：瑞典男演員、導演、編劇和製片人
- 賈桂琳·費南迪斯：斯里蘭卡女演員、斯里蘭卡環球小姐
- 杜可風：澳洲–香港電影攝影師、四次金馬獎最佳攝影、七次香港電影金像獎最佳攝影、三次紐約影評人協會獎最佳攝影和兩次芝加哥影評人協會獎最佳攝影

### 其他領域

#### 運動員
- 克蘿伊·達登（英语：Chloe Dalton）：澳洲橄欖球聯盟球員、奧運會女子橄欖球金牌得主
- 杰茜卡·福克斯：輕艇運動員、奧運會女子單人輕艇銀牌和銅牌得主
- 斯諾伊·貝克（英语：Snowy Baker）：澳洲運動員、奧運會舉重中量級銀牌得主
- 奈傑·巴克（英语：Nigel Barker (sprinter)）：澳洲短跑運動員、奧運會田徑100米和400米銅牌得主
- 杰克·梅特卡夫：澳洲跳遠運動員、奧運會三級跳遠銅牌得主
- 尼克·法爾-瓊斯（英语：Nick Farr-Jones）：澳洲橄欖球聯盟球員、世界盃橄欖球賽冠軍
- 彼得·約翰遜（英语：Peter Johnson (rugby)）：澳洲橄欖球聯盟球員、前澳洲國家橄欖球隊隊長
- 迪恩·瑪姆：澳洲橄欖球聯盟球員、前澳洲國家橄欖球隊隊員
- 趙宗轅：西洋棋棋手、特級大師

## 歷任校監暨校長

### 校監（Chancellor）
校監是學校校務會議主席，相當於企業董事長的角色，負責主持校董會和畢業大典，以及決定學校長遠發展願景。
| 任別 | 姓名                     | 任期           |
| ---- | ------------------------ | -------------- |
| 1    | 愛德華·漢密爾頓          | 1851年－1853年 |
| 2    | 查爾斯·尼科爾森爵士      | 1854年－1862年 |
| 3    | 弗朗西斯·梅魯威爵士      | 1862年－1865年 |
| 4    | 愛德華·迪斯·湯姆森爵士   | 1865年－1878年 |
| 5    | 威廉·蒙塔古·曼寧爵士     | 1878年－1895年 |
| 6    | 威廉·查爾斯·溫德耶爵士   | 1895年－1896年 |
| 7    | 諾曼·麥克勞林爵士        | 1896年－1914年 |
| 8    | 威廉·波特·庫倫爵士       | 1914年－1934年 |
| 9    | 蒙哥·威廉·麥卡勒姆爵士   | 1934年－1936年 |
| 10   | 珀西瓦爾·海斯·羅傑斯爵士 | 1936年－1941年 |
| 11   | 查爾斯·布萊克本爵士      | 1941年－1964年 |
| 12   | 查爾斯·喬治·麥克唐納爵士 | 1964年－1970年 |
| 13   | 赫爾曼·布萊克爵士        | 1970年－1990年 |
| 14   | 詹姆斯·羅蘭爵士          | 1990年－1991年 |
| 15   | 列昂妮·克萊默女爵士      | 1991年－2001年 |
| 16   | 金·桑托                  | 2001年－2007年 |
| 17   | 瑪麗·巴舍爾女爵士        | 2007年－2012年 |
| 18   | 貝琳達·哈欽森            | 2013年－至今   |

### 校長（Vice-Chancellor & Principal）
校長負責行政團隊的管理與日常行政事務，相當於企業執行長的角色。
| 任別 | 姓名                         | 任期                                         |
| ---- | ---------------------------- | -------------------------------------------- |
| 1    | 查爾斯·尼科爾森爵士          | 1851年－1853年                               |
| 2    | 弗朗西斯·梅魯威              | 1854年－1862年                               |
| 3    | 愛德華·迪斯·湯姆森爵士       | 1863年－1865年                               |
| 4    | 約翰·普倫凱特                | 1865年－1869年                               |
| 5    | 羅伯特·奧伍德                | 1869年－1883年                               |
| 6    | 威廉·查爾斯·溫德耶爵士       | 1883年－1886年                               |
| 7    | 諾曼·麥克勞林爵士            | 1887年－1889年 1895年－1896年                |
| 8    | 亞瑟·倫威克爵士              | 1889年－1891年 1900年－1902年 1906年－1908年 |
| 9    | 亨利·張伯倫·羅素             | 1891年－1892年                               |
| 10   | 阿爾弗雷德·帕克斯頓·巴克豪斯 | 1892年－1894年 1896年－1899年 1911年－1914年 |
| 11   | 阿奇博爾德·亨利·辛普森       | 1902年－1904年                               |
| 12   | 菲利普·悉尼·瓊斯爵士         | 1904年－1906年                               |
| 13   | 威廉·波特·庫倫爵士           | 1909年－1911年                               |
| 14   | 弗蘭克·勒弗里爾              | 1914年－1917年 1921年－1923年                |
| 15   | 塞西爾·珀瑟                  | 1917年－1919年 1923年－1924年                |
| 16   | 大衛·吉爾伯特·弗格森爵士     | 1919年－1921年                               |
| 17   | 威廉·蒙塔古·曼寧爵士         | 1924年－1928年                               |
| 18   | 羅伯特·斯特拉坎·華萊士爵士   | 1928年－1947年                               |
| 19   | 斯蒂芬·亨利·羅伯茨爵士       | 1947年－1967年                               |
| 20   | 布魯斯·羅達·威廉姆斯爵士     | 1967年－1981年                               |
| 21   | 約翰·曼寧·沃德               | 1981年－1990年                               |
| 22   | 唐納德·麥克尼科爾            | 1990年－1996年                               |
| 23   | 德里克·約翰·安德森           | 1996年                                       |
| 24   | 加文·布朗                    | 1996年－2008年                               |
| 25   | 麥可·史彭斯                  | 2008年－2020年                               |
| 26   | 史蒂芬·加頓                  | 2020年－2021年                               |
| 27   | 馬克·史考特                  | 2021年－至今                                 |